# Mikhail Petrusyov
Mikhail Vitalyevich Petrusyov (tiếng Nga: Михаил Витальевич Петрусёв; sinh ngày 21 tháng 11 năm 1994) là một tiền đạo bóng đá người Nga hiện tại thi đấu cho F.K. Khimki.

## Sự nghiệp câu lạc bộ
Anh có màn ra mắt tại Russian Second Division cho FC Dnepr Smolensk vào ngày 18 tháng 4 năm 2011 trong trận đấu với F.K. Dynamo Kostroma.